# Chính phủ Lâm thời Trung Hoa Dân Quốc (1912)

Quốc kỳ Trung Hoa Dân quốc, được sử dụng từ năm 1912-1928. Còn được gọi là "Cờ năm màu".

Chính phủ Lâm thời Trung Hoa Dân quốc (tiếng Trung: 中華民國臨時政府) là một chính phủ lâm thời được thành lập trong các cuộc Cách mạng Tân Hợi bởi những người cách mạng năm 1912. Sau sự thành công của các cuộc nổi dậy Vũ Xương, đại diện hội tỉnh đã tổ chức một cuộc cách mạng hội nghị tại Vũ Xương, Trung Quốc, nơi đóng khung phác thảo tổ chức của Chính phủ lâm thời.